# الحقنة الشرجية للكحول
حقنة الكحول الشرجية، المعروف أيضا بالعامية في أمريكا باسم عقب الهرولة، وهي عبارة عن عملية ادخال الكحول في المستقيم والقولون عبر الشرج مثل الحقنة الشرجية.
هذه الطريقة في استهلاك الكحول يمكن ان تكون خطيرة وحتى قاتلة لأنها تؤدي إلى تسمم اسرع لأنه يتم امتصاص الكحول مباشرة في مجرى الدم ويتجاوز قدرة الجسم على رفض السم عن طريق القيء.

## الاستخدام
يوجد تقنيتان محددتان للحقن الشرجي للكحول هما عن طريق ادخال سدادات قطنية غارقة في الكحول في المستقيم، أو انابيب متصلة بقمع بحيث يتم سكب الكحول فيها. معروفة باسم بونغ بيرة.
يتم استخدام اكياس الحقنة الشرجية التي تكون من النوع المستخدم طبيا، على سبيل المثال، لعلاج الإمساك.

## الآثار والمخاطر
الحقنة الشرجية للكحول هي طريقة اسرع للتسمم بالكحول نظرا لامتصاص الكحول مباشرة في مجرى الدم. الجهاز الهضمي السفلي يفتقر إلى انزيم ديهيدروجيناز الكحول الموجود في المعدة والكبد الذي يقوم بتكسير الايثانول إلى استيل الدهايد، وهو بالواقع أكثر سمية من الايثانول (شرب الكحول) والمسؤول عن معظم الاثار المزمنة للايثانول. عندما يمتص الايثانول عن طريق المستقيم سيصل في النهاية إلى الكبد، لكن نسبة الكحول العالية يمكن ان تغلب العضو.
بالإضافة إلى ذلك، تناول الكحول عن طريق المستقيم يحيد قدرة الجسم على رفض السم عن طريق التقيؤ.

## طقوس وأعراف الأمريكيين الأصليين
تدير المايا طقوس الحقن الشرجية للكحول كايموجين، في بعض الاحيان تقوم باضافة مواد ذات تأثير نفسي، سعيا للوصول إلى حالة النشوة. واستخدمت المحاقن من الغور والطين لحقن السائل.

## الحوادث
في مايو 2004، توفي رجل بلغ عمره 58 عاما من بحيرة جاكسون، بولاية تكساس، بعدما قامت زوجته باعطاءه حقنة شرجية كحولية من الشيري. في المجموع، يعتقد ان الرجل قد اعطي ما لا يقل عن ثلاثة لترات من شيري (التي تحتوي على ما لا يقل عن 45 مل كحول). لقد عانى من ادمان الكحول وصعوبة في تناول الكحول عن طريق الفم بسبب مرض مؤلم في حلقه. اتهمت زوجته بالقتل بسبب الإهمال. وفي أغسطس 2007، اسقط المدعون العامون التهم بسبب عدم كفاية الادلة.
حقيبة حقنة شرجية مليئة بالنبيذ الابيض ومأخوذة كحقنة شرجية ذاتية الإدارة قتلت رجلا يبلغ من العمر 52 عاما. تم العثور عليه ميتا مع فوهة لا تزال مدرجة في شرجه ومتصلة بكيس حقنة شرجية معلق من رف معطف بجانب سريره.